# Niu Junfeng
Niu Junfeng (chino tradicional= 牛駿峰, chino simplificado= 牛骏峰; Shanghái, n.1 de diciembre de 1992-) es un actor chino.

## Biografía
Aprendió Ópera de Pekín desde joven. 
Recibió una admisión directa a la prestigiosa Academia Nacional de Artes Teatrales Chinas (en inglés: "National Academy of Chinese Theatre Arts").

## Carrera
Es miembro de la agencia "TH Entertainment".
El 14 de julio del 2014 se unió al elenco recurrente de la serie Battle of Changsha donde dio vida a Hu Xiangjiang alias "Xiao Man", el hermano gemelo de Hu Xiangxiang (Yang Zi).
En agosto del 2016 se unió al elenco recurrente de la popular serie china Love O2O donde interpretó a Yu Banshan, uno de los mejores amigos de Xiao Nai (Yang Yang), quien a menudo usa mal las expresiones y los modismos, hasta el final de la serie el 6 de septiembre del mismo año.
En junio del 2017 se unió al elenco recurrente de la popular serie china Princess Agents donde dio vida a Yuan Song, el Príncipe Yu, el  decimotercero príncipe de Wei, un joven brillante, alegre y bondadoso, que está enamorado de Chu Qiao.
El 25 de marzo del 2019 se unió al elenco de la serie The Brightest Star in the Sky (夜空中最闪亮的星) donde interpretó a Yu Zirui, un prometedor cantante que obtiene lo que tiene a través del trabajo duro y la persistencia, hasta el final de la serie el 6 de mayo del mismo año.
El 30 de mayo del mismo año se unió al elenco principal de la serie Your Highness, The Class Monitor (班长“殿下) donde dio vida a Gu Xinchen, el rebelde hijo de una familia adinerada, hasta el final de la serie el 27 de junio del mismo año.
En marzo del 2020 se unirá al elenco de la serie Wu Xin: The Monster Killer III donde interpretará a He Jingming.
Ese mismo año se unirá al elenco de la serie Fearless Whispers (隐秘而伟大) donde dará vida al militar Zhao Zhiyong.
También se unirá al elenco principal de la serie Dear Mayang Street (亲爱的麻洋街) donde interpretará a Yi Dongdong.
Así como al elenco de la serie Twenty Not Confused donde dará vida a Zhao Youxiu.

## Filmografía

### Series de televisión
| Año             | Título                           | Personaje                         | Notas               |
| --------------- | -------------------------------- | --------------------------------- | ------------------- |
| 2021 - presente | Faith Makes Great                | Wang Jiawen                       | historia: "Niu Kou" |
| 2020            | Dear Mayang Street               | Yi Dongdong                       | 37 episodios        |
| 2020            | Heroes In Harm's Way             | Tang Dongzhi                      | 2 episodios         |
| 2004            | We Are All Friends               | Yu Lei                            |                     |
| 2006            | 变身战士阿龙                     | Pang Hou                          |                     |
| 2006            | Vigorous Life                    | Yuan Yuan                         |                     |
| 2006            | I Want a Home                    | Xiao Wei                          |                     |
| 2007            | 野百合也有春天                   | Nie Feng                          |                     |
| 2007            | Home with Kids 4                 | Qian Zhuangzhuang                 |                     |
| 2008            | e-Times                          | Meng Xiang                        |                     |
| 2009            | 铁血少年                         | He Jiefang                        |                     |
| 2009            | Prelude of Lotus Lantern         | Erlang Shen, Yang Jian (de joven) |                     |
| 2010            | You Are My Brother               | Ma Xuejun (de joven)              |                     |
| 2011            | 大丽家的往事                     | Wei Dong (de joven)               |                     |
| 2012            | 营盘镇警事                       | Fan Xiaopeng                      |                     |
| 2014            | Battle of Changsha               | Hu Xiangjiang                     | 32 episodios        |
| 2014            | He and His Sons                  | Luo Xiaolie                       |                     |
| 2016            | Take The Wrong Car               | Shi Junmai                        |                     |
| 2016            | Go! Goal! Fighting!              | Wang Jingke                       |                     |
| 2016            | Love O2O                         | Yu Banshan                        | 28 episodios        |
| 2017            | The Flame of Youth               | Liu Yaoen                         | 44 episodios        |
| 2017            | Little Valentine                 | Wen Rushi                         |                     |
| 2017            | Princess Agents                  | Yuan Song, Príncipe Yu            |                     |
| 2017            | Red Gate Brothers                | Gao Dawei                         |                     |
| 2018            | The Legend of Jade Sword         | Mu Zishuo                         | 65 episodios        |
| 2019            | The Brightest Star in the Sky    | Yu Zirui                          |                     |
| 2019            | Your Highness, The Class Monitor | Gu Xinchen                        | 36 episodios        |
| 2020-presente   | Wu Xin: The Monster Killer III   | He Jingming                       |                     |
| 2020-presente   | Fearless Whispers                | Zhao Zhiyong                      |                     |
| 2020-presente   | Dear Mayang Street               | Yi Dongdong                       |                     |
| 2020-presente   | Twenty Not Confused              | Zhao Youxiu                       |                     |
| 2020-presente   | Immortality                      | -                                 |                     |

### Películas
| Año  | Título                              | Personaje      | Notas                                               |
| ---- | ----------------------------------- | -------------- | --------------------------------------------------- |
| 2002 | 家有轿车                            | Xiao Liang     |                                                     |
| 2003 | 四一班                              | Gao Zhuang     |                                                     |
| 2005 | Magic Trip (童话西游)               | Buda           |                                                     |
| 2006 | 心结                                | Guan Xin       |                                                     |
| 2006 | The Dream of My Family (亲亲一家人) | Zhang Bo       |                                                     |
| 2008 | 武术班                              | Dou Yuan       |                                                     |
| 2008 | I Am Fans (我是粉丝)                | Cong Wen       |                                                     |
| 2009 | The Emperor Fu Xi (人皇伏羲)        | Hao Ying       |                                                     |
| 2011 | 少年向上                            | Xiao Shang     |                                                     |
| 2012 | Judge Zhan (南平红荔)               | Fang Chao      |                                                     |
| 2013 | The Dance of the Summer             | Zhou Xiangyang | junto a Calvin Li, Zhang Shao Hua, Wu Gang y Gao Lu |
| 2018 | Born to Be Wild                     | Chen Xiao      |                                                     |
| 2018 | 无敌神男                            | Tao Fei        |                                                     |

### Programas de variedades
| Año        | Programa                                                                | Notas                                |
| ---------- | ----------------------------------------------------------------------- | ------------------------------------ |
| 2017       | 72 Floors of Mystery (七十二层奇楼)                                     | (ep. #11) - invitado                 |
| 2017       | Day Day Up (天天向上)                                                   | invitado                             |
| 2018       | The Sound (声临其境)                                                    | 11 episodios - miembro               |
| 2018       | 一本好书                                                                |                                      |
| 2017, 2018 | Happy Camp                                                              | 3 episodios - invitado               |
| 2019       | Everybody Stand By Special                                              | miembro                              |
| 2019       | Actor Please Take Your Place - Acting Age - 17 to 22 Years (演员请就位) | 10 episodios - concursante y ganador |
| 2019       | 见字如面 (第三季)                                                       | 4 episodios                          |

### Revistas / sesiones fotográficas
| Año  | Título                          | Notas                                              |
| ---- | ------------------------------- | -------------------------------------------------- |
| 2016 | Harper's Bazaar                 | [ 10 ]                                             |
| 2019 | Haibao                          |                                                    |
| 2019 | UMORE Magazine                  | (publicación de noviembre)                         |
| 2019 | The Icon - "Freedom of Emotion" | junto a Lang Yueting, Jin Jing, Wei Wei y Wang Sen |
| 2019 | Variety China                   |                                                    |
| 2019 | Our Street Style                |                                                    |
| 2019 | Starbox Young                   |                                                    |
| 2020 | Mr. Uno for Men’s Uno China     |                                                    |
| 2020 | L’Officiel Hommes China         | (publicación de marzo)                             |
| 2020 | Lifestyle Magazine              |                                                    |

### Eventos
| Año  | Título                                     | Notas                              |
| ---- | ------------------------------------------ | ---------------------------------- |
| 2020 | Nice to Meet Poetry                        | (Special Spring Poetry Livestream) |
| 2020 | Hunan Chinese New Year Gala 2020           |                                    |
| 2020 | Like China Gala                            | en Beijing                         |
| 2020 | Lifestyle Media Style Gala - Youture       |                                    |
| 2019 | Esquire China’s 16th Man At His Best Award |                                    |
| 2019 | 2019 Ifeng Fashion Choice                  |                                    |

## Discografía

### Singles
| Año  | Canción                  | Álbum                        | Notas |
| ---- | ------------------------ | ---------------------------- | ----- |
| 2016 | My Generation (我的时代) | OST de "Go! Goal! Fighting!" | -     |
| 2017 | Secretly Attack (暗算)   | -                            | -     |

## Premios y nominaciones
| Año  | Categoría                            | Premio                         | Trabajo                      | Resultado |
| ---- | ------------------------------------ | ------------------------------ | ---------------------------- | --------- |
| 2019 | Best Actor of the Year               | -                              | Actor Please Take Your Place | Ganador   |
| 2020 | Rising Variety Celebrity of the Year | 2019 Tencent White Paper Award | -                            | Ganador   |